# 5. Międzynarodowy Festiwal Filmowy w Berlinie
Nagrody rozdane na festiwalu filmowym w Berlinie w roku 1955
| Nagroda (kategoria)                         | Film                                         | Kraj      |
| ------------------------------------------- | -------------------------------------------- | --------- |
| Złoty Niedźwiedź                            | Szczury, reż. Robert Siodmak                 | RFN       |
| Srebrny Niedźwiedź                          | Marcelino, chleb i wino, reż. Ladislao Vajda | Hiszpania |
| Brązowy Niedźwiedź                          | Czarna Carmen, reż. Otto Preminger           | USA       |
| Duży Złoty Medal (filmy ukulturalniajace)   | The Vanishing Prairie                        | USA       |
| Duży Srebrny Medal (filmy ukulturalniajace) | Continente perduto                           | Włochy    |
| Duży Brązowy Medal (filmy ukulturalniajace) | Im Schatten des Karakorum                    | RFN       |
| Mały Złoty Medal (filmy krótkometrażowe)    | Zimmerleute des Waldes                       | RFN       |
| Mały Srebrny Medal (filmy krótkometrażowe)  | Siam - Land und Leute                        | USA       |
| Mały Brązowy Medal (filmy krótkometrażowe)  | Pantomimes                                   | Francja   |

## Jury
W latach 1952–1955 nagrody były wręczane osobom wybranym przez publiczność.